# Puchar Kontynentalny kobiet w kombinacji norweskiej 2024/2025
Puchar Kontynentalny kobiet w kombinacji norweskiej 2024/2025 – ósma w historii edycja Pucharu Kontynentalnego kobiet w kombinacji norweskiej rozpoczęła się 17 stycznia 2025 w austriackim Eisenerz, zaś ostatnie zawody z tego cyklu zostały rozegrane 1 lutego 2025 w norweskim Lillehammer. Zawody były rozgrywane w Austrii, Niemczech i Norwegii.
Tytułu broniła Polka Joanna Kil oraz reprezentacja Niemiec w Pucharze Narodów.
W tym sezonie najlepsza okazała się Niemka Sophia Maurus, natomiast w Pucharze Narodów najlepsze ponownie były Niemki.

## Kalendarz i wyniki
| Lp. | Data             | Miejscowość | Konkurencja                     | 1. miejsce                                    | 2. miejsce                                  | 3. miejsce                            |
| --- | ---------------- | ----------- | ------------------------------- | --------------------------------------------- | ------------------------------------------- | ------------------------------------- |
| 1.  | 17 stycznia 2025 | Eisenerz    | Gundersen HS109/5 km            | Sophia Maurus                                 | Anna-Sophia Gredler                         | Tia Malovrh                           |
| 2.  | 18 stycznia 2025 | Eisenerz    | Sprint drużynowy HS109/2x4,5 km | Słowenia Tia Malovrh · Maša Likozar Brankovič | Niemcy I Sophia Maurus · Sofia Eggensberger | Finlandia Petra Torvinen · Anna Kerko |
| 3.  | 19 stycznia 2025 | Eisenerz    | Gundersen HS109/5 km            | Maša Likozar Brankovič                        | Anna-Sophia Gredler                         | Romane Baud                           |
| 4.  | 24 stycznia 2025 | Schonach    | Start masowy HS100/4 km         | Trine Göpfert                                 | Anne Häckel                                 | Daniela Dejori                        |
| 5.  | 25 stycznia 2025 | Schonach    | Kompakt HS100/4 km              | Nathalie Armbruster                           | Trine Göpfert                               | Marie Nähring                         |
| 6.  | 26 stycznia 2025 | Schonach    | Gundersen HS100/4 km            | Joanna Kil                                    | Daniela Dejori                              | Veronica Gianmoena                    |
| 7.  | 31 stycznia 2025 | Lillehammer | Gundersen HS98/5 km             | Sophia Maurus                                 | Veronica Gianmoena                          | Daniela Dejori                        |
| 8.  | 1 lutego 2025    | Lillehammer | Gundersen HS98/5 km             | Veronica Gianmoena                            | Sophia Maurus                               | Marie Nähring                         |

## Wyniki reprezentantów Polski
| Zawodnik | Eisenerz 17.01 | Eisenerz 19.01 | Schonach 24.01 | Schonach 25.01 | Schonach 26.01 | Lillehammer 31.01 | Lillehammer 01.02 |
| Joanna Kil | –              | –              | DNS            | 7              | 1              | –                 | –                 |
| 1-3 4-40 poniżej 40 dnf – Zawodnik nie ukończył biegu. dns – Zawodnik nie pojawił się na starcie biegu. DNS – Zawodnik nie wystąpił w konkursie głównym. dsq – Zawodnik został zdyskwalifikowany w konkursie głównym. |                |                |                |                |                |                   |                   |

## Klasyfikacja generalna
| Lp. | Zawodnik           | Punkty |
| --- | ------------------ | ------ |
| 1.  | Sophia Maurus      | 537    |
| 2.  | Marie Nähring      | 414    |
| 3.  | Daniela Dejori     | 390    |
| 4.  | Veronica Gianmoena | 376    |
| 5.  | Anaëlle Paris      | 274    |
| 6.  | Laura Pletz        | 273    |
| 7.  | Silva Verbič       | 242    |
| 8.  | Clara Mentil       | 232    |
| 9.  | Lilly Grossmann    | 220    |
| 10. | Sofia Eggensberger | 206    |
| ... |                    |        |
| 15. | Joanna Kil         | 152    |

## Puchar Narodów
| Lp. | Drużyna           | Punkty |
| --- | ----------------- | ------ |
| 1.  | Niemcy            | 2201   |
| 2.  | Austria           | 1169   |
| 3.  | Włochy            | 844    |
| 4.  | Słowenia          | 622    |
| 5.  | Francja           | 618    |
| 6.  | Finlandia         | 494    |
| 7.  | Stany Zjednoczone | 253    |
| 8.  | Norwegia          | 170    |
| 9.  | Czechy            | 160    |
| 10. | Polska            | 152    |
| 11. | Ukraina           | 148    |
| 12. | Szwajcaria        | 51     |